# بايرون غاي
بايرون غاي (بالإنجليزية: Byron Gay)‏ هو ملحن وكاتب أغاني أمريكي، ولد في 28 أغسطس 1886 في شيكاغو في الولايات المتحدة، وتوفي في 23 ديسمبر 1945.

## وصلات خارجية
- بايرون غاي على موقع IMDb (الإنجليزية)
- بايرون غاي على موقع ميوزك برينز (الإنجليزية)
- بايرون غاي على موقع قاعدة بيانات برودواي على الإنترنت (الإنجليزية)
- بايرون غاي على موقع قاعدة بيانات الفيلم (الإنجليزية)